# Lingue minahasan
Le lingue Minahasa sono un sottogruppo delle lingue austronesiane parlate dal popolo Minahasa nel nord di Sulawesi, in Indonesia. Appartengono al sottogruppo filippino.
Notevole influenza lessicale proviene dallo spagnolo, dal portoghese e dal ternate, retaggio storico della presenza di potenze straniere. Le lingue minahasan sono da distinguere dalla lingua malese di Manado (detta anche Minahasa Malay), che è di origine malese e ha sostituito le lingue vernacolari dell'area.

## Classificazione
Le lingue minahasan sono classificate come un ramo del sottogruppo filippino.
L'olandese Nicolaus Adriani (1925) fu il primo a riconoscere la parentela delle cinque lingue minahasan e a sottolineare che le altre lingue della regione, in particolare il Bantik e il Sanghir, che sono lingue sanghiriche, e il Ponosakan, che è una lingua del sottogruppo gorontalico delle lingue filippine centrali maggiori, non vanno incluse in questo gruppo. Storicamente e culturalmente, il Bantik e il Ponosakan sono effettivamente inclusi nell'insieme minahasa.
Robert Blust (1991) include le lingue Minahasan nel ramo delle lingue filippine. La composizione di questo gruppo è la seguente:
- tombulu,
- tondano,
- tonsawang,
- tonsea,
- tontemboan.